# پولن اوسلوپهلیوان
پولن اوسلوپهلیوان (انگلیسی: Polen Uslupehlivan؛ زادهٔ ۲۷ اوت ۱۹۹۰) بازیکن والیبال زن اهل ترکیه است.
از باشگاه‌هایی که در آن بازی کرده‌است می‌توان به باشگاه والیبال زنان فنرباغچه اشاره کرد.